# Koronacje królewskie na Wawelu
Koronacje królewskie na Wawelu

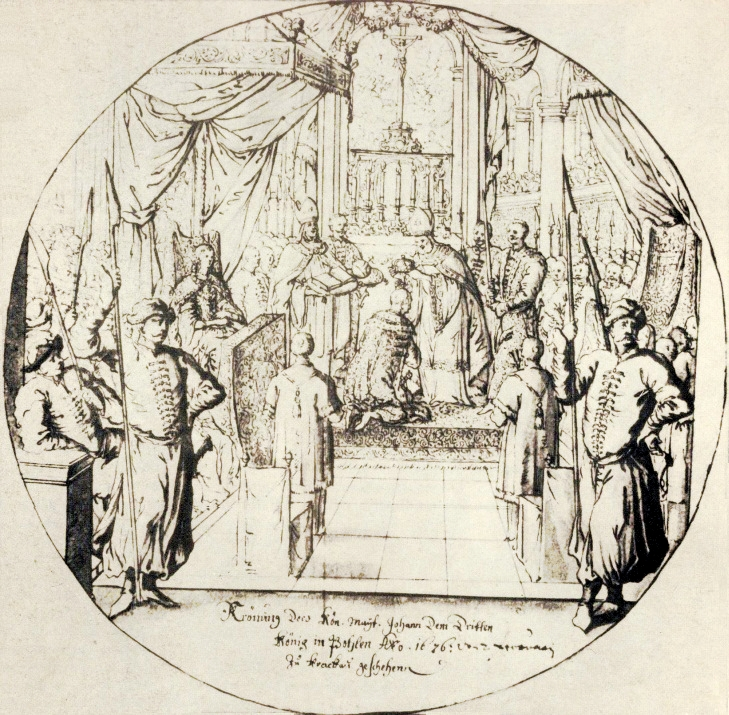
Koronacja Jana III Sobieskiego 1676

- 20 stycznia 1320 – Władysław I Łokietek i jego żona Jadwiga kaliska.
- 25 kwietnia 1333 – Kazimierz Wielki i jego żona Aldona Anna Giedyminówna.
- 17 listopada 1370 – Ludwik Węgierski.
- 15 października 1384 – Jadwiga Andegaweńska.
- 4 marca 1386 – Władysław II Jagiełło.
- 25 lutego 1403 – Anna Cylejska, druga żona Jagiełły.
- 19 grudnia 1417 – Elżbieta Pilecka, trzecia żona Jagiełły.
- 12 lutego 1424 – Zofia Holszańska, czwarta żona Jagiełły.
- 25 lipca 1434 – Władysław Warneńczyk.
- 25 czerwca 1447 – Kazimierz IV Jagiellończyk.
- 10 lutego 1454 – Elżbieta Rakuszanka, żona Kazimierza IV Jagiellończyka.
- 23 września 1492 – Jan I Olbracht.
- 12 grudnia 1501 – Aleksander I Jagiellończyk.
- 24 stycznia 1507 – Zygmunt Stary.
- 8 lutego 1512 – Barbara Zapolya, żona Zygmunta Starego.
- 18 kwietnia 1518 – Bona Sforza, żona Zygmunta Starego.
- 20 lutego 1530 – Zygmunt II August.
- 8 maja 1543 – Elżbieta Habsburżanka, pierwsza żona Zygmunta II Augusta.
- 4 grudnia 1550 – Barbara Radziwiłłówna, druga żona Zygmunta II Augusta.
- 30 lipca 1553 – Katarzyna Habsburżanka, trzecia żona Zygmunt II Augusta.
- 21 lutego 1574 – Henryk Walezy.
- 1 maja 1576 – Stefan Batory i Anna Jagiellonka.
- 27 grudnia 1587 – Zygmunt III Waza.
- 31 maja 1592 – Anna Habsburżanka, żona Zygmunta III Wazy.
- 11 grudnia 1605 – Konstancja Habsburżanka, żona Zygmunta III Wazy.
- 6 lutego 1633 – Władysław IV Waza.
- 15 lipca 1646 – Ludwika Maria Gonzaga, żona Władysław IV Wazy, potem Jana II Kazimierza Wazy.
- 17 stycznia 1649 – Jan II Kazimierz Waza.
- 29 września 1669 – Michał Korybut Wiśniowiecki.
- 2 lutego 1676 – Jan III Sobieski i Maria Kazimiera.
- 15 września 1697 – August II Mocny.
- 17 stycznia 1734 – August III i Maria Józefa.